# Asparagus gonoclados
Asparagus gonoclados är en sparrisväxtart som beskrevs av John Gilbert Baker. Asparagus gonoclados ingår i släktet sparrisar, och familjen sparrisväxter. Inga underarter finns listade i Catalogue of Life.